# Оянсуу, Хейкки
Хейкки Оянсуу (фин. Heikki Ojansuu; 26 июля 1873, Сатакунта, Великое княжество Финляндское, Российская империя — 18 января 1923) — финский филолог, лингвист, профессор Университета Турку. Доктор наук (1909).

## Биография
В 1899 году получил степень бакалавра в Императорском Александровском университете. В 1901 г. опубликовал докторскую диссертацию Suomen lounaismurteiden äännehistoria. Vokaalioppi. Descendentti esitys (1902, «История произношения на юго-западных финских диалектах. Изучение гласных. Синхронная демонстрация»), принёсшую ему степень Licentiate. После дальнейшей работы над юго-западными диалектами в исследовании Suomen lounaismurteiden äännehistoria. Konsonantit. Descendentti esitys (1903, «История произношения на юго-западных финских диалектах. Согласные. Синхронная демонстрация») Оянсуу был назначен доцентом финского языка и литературы Гельсингфорсского университета. С 1918 года — профессор филологии Университета Турку.
Хейкки Оянсуу собирал народную поэзию и диалекты своей родной страны ещё учась в школе, предлагая списки диалектных слов в финляндском обществе литературы в 1896 году. Финский, карельский и эстонский языки стали краеугольным камнем академической карьеры учёного.
Уже будучи учёный, осуществил несколько лингвистических исследовательских поездок, с целью изучения эстонскоязычных жителей Лифляндской губернии, Пскова и Витебска в 1910—1912 годах, во время которых собрал огромное количество информации о юге Эстонии, народной поэзии и языке. В 1921 году, он присоединился к исследовательской группе с целью изучения народных традиций карелов, которые мигрировали в Финляндии.
Исследователь и профессор финского и родственных ему языков. Изучал диалекты эстонского, карельского и финского языков. Внёс большой вклад в развитие финской филологии. Занимался малоизученными вопросами финской диалектологии и финских орфографических исследований. Внёс вклад в обсуждение связей между финским и германским языками.
Особый след в истории Х. Оянсуу оставил благодаря своим познаниям в финской ономастике и старом литературном финском языке. Его противоречивые взгляды на то, каким был родной язык Микаэля Агриколы, спровоцировали горячую полемику в научных кругах.

## Избранные труды
- «Путеводитель по карельскому языку» (1907)
- «История произношений в Олонецкой Карелии» (1918)
- «Lyydiläisiä kielennäytteitä» (1934)
- «Историческая фонетика Олонецкого наречия карельского языка»